# Palatitsa
Palatitsa (en macédonien Палатица ; en albanais Pallatica) est un village du nord-ouest de la Macédoine du Nord, situé dans la municipalité de Jelino. Le village comptait 2516 habitants en 2002. Il est majoritairement albanais.

## Démographie
Lors du recensement de 2002, le village comptait :
- Albanais : 2 501
- Macédoniens : 6
- Turcs : 1
- Autres : 8